# 你快乐所以我快乐
《你快乐所以我快乐》是华语天后王菲於1997年推出的国语歌曲，收录于专辑《王菲》中。这首歌由林夕作词、张亚东作曲并编曲，是专辑的第一主打歌。
这首歌曲一经推出并风靡华语乐坛，歌名“你快乐所以我快乐”一度成为流行语被广泛使用。

## 背景
有记者曾询问王菲歌名中的“你”指的是谁，而王菲回应：“泛指，爱谁谁”。
尽管如此，这首歌被普遍认为是王菲唱给于发行同年出生的女儿——窦靖童的歌。在2016年的《幻乐一场》演唱会中，这首歌由王菲与窦靖童母女对唱。

## 奖项与荣誉
| 年份   | 颁奖礼                 | 奖项                  | 结果    |
| 1997年 | 劲歌金曲颁奖礼         | 最受欢迎国语歌曲铜奖  | 獲獎    |
| 1997年 | 十大中文金曲颁奖音乐会 | 十大中文金曲奖        | 獲獎    |
| 1997年 | 中华音乐人交流协会     | 年度十大单曲          | 獲獎    |
| 1997年 | 全球华语音乐榜中榜     | 中文TOP20金曲         | 獲獎    |
| 1998年 | 马来西亚动感321金曲奖  | 全年华语金曲大奖      | 獲獎    |
| 1998年 | 马来西亚动感321金曲奖  | 金曲奖                | 獲獎    |
| 2005年 | 台北之音年终票选       | 听见希望-百首经典歌曲 | 第35名  |
| 2013年 | U选500                 | 不適用                | 第49名  |
| 2014年 | U选1000                | 不適用                | 第379名 |
| 2015年 | U选1000                | 不適用                | 第469名 |
| 2016年 | U选1000                | 不適用                | 第573名 |
| 2017年 | U选1000                | 不適用                | 第831名 |
| 2018年 | U选1000                | 不適用                | 第976名 |

## 香港派台成績
| 903專業推介 | RTHK龍虎榜 | TVB勁歌金曲 | 997劲爆流行榜 |
| 1           | 1          | 1           | 1             |

- 四台冠军歌

## 其他版本
| 年份   | 歌手                   | 收录专辑                            | 简介             |
| 1998年 | 王菲                   | 唱遊大世界王菲香港演唱會 98-99      | 个人演唱会演唱   |
| 1999年 | 许茹芸                 | 夕辉德黄 拉阔创作人音乐会           | Live翻唱         |
| 2000年 | 动力火车               | 百万全纪录                          | 精选辑收录的翻唱 |
| 2005年 | 古巨基                 | 05劲歌金曲演唱会                    | 精选集收录的翻唱 |
| 2007年 | 林宥嘉                 | 超级星光大道第一届                  | 综艺翻唱         |
| 2009年 | 巴奈                   | 原班情歌流行精选 Original Love Song | 精选集翻唱       |
| 2011年 | 林海峰                 | JAN LAMB/ COMPLETELY…               | Live翻唱         |
| 2014年 | 袁娅维                 | 我爱好声音 第12期                   | 综艺翻唱         |
| 2016年 | 王菲/窦靖童            | 幻乐一场                            | 演唱会演唱       |
| 2017年 | 莫文蔚/吕俊哲          | 天籁之战 总决赛                     | 综艺翻唱         |
| 2017年 | 李宇春                 | 在吗？                              | 精选集收录的翻唱 |
| 2019年 | 蒋敦豪/安伦泰伦/王二狗 | 一起乐队吧 第3期                    | 综艺翻唱         |